# Émile Friant

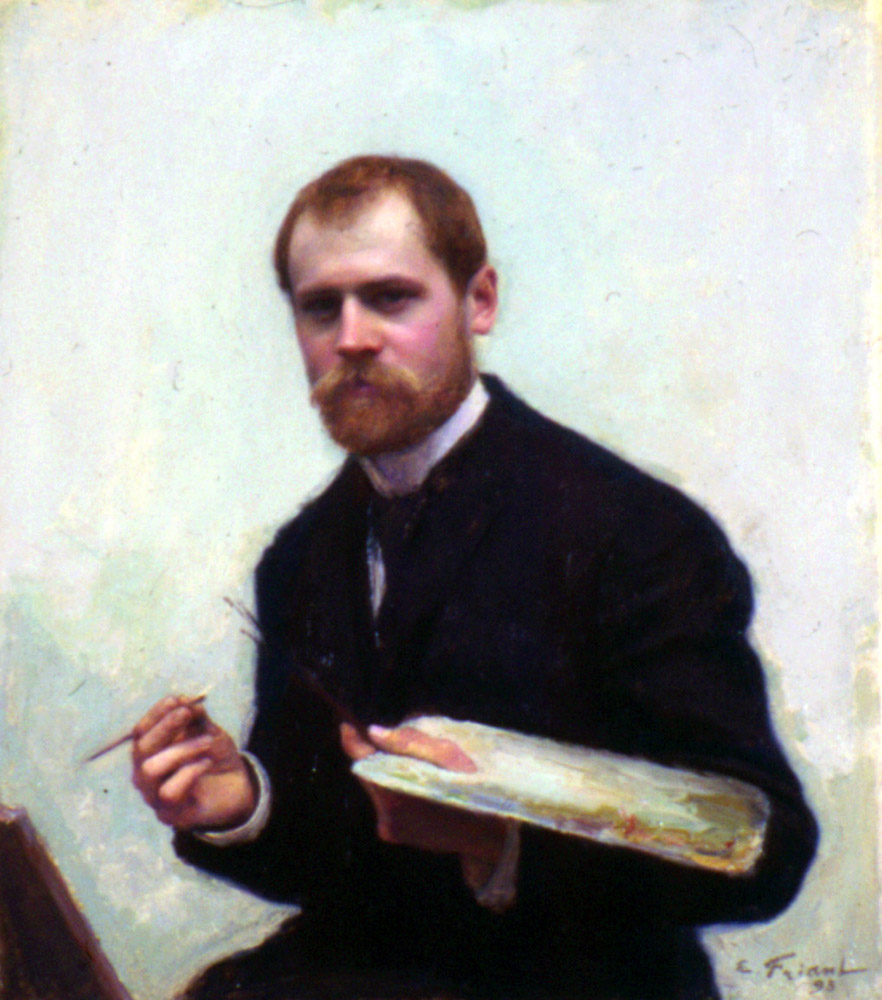
Émile Friant

Émile Friant (16. dubna 1863, Dieuze – 9. června 1932, Paříž) byl francouzský malíř období realismu a secese. Byl vynikajícím portrétistou a grafikem. Byl také ovlivněn Impresionismem.